# Porno dur
|  | Per a altres significats, vegeu «pornografia dura». |

Porno dur (títol original en anglès: Hardcore) és una pel·lícula dels Estats Units de 1979 escrita i dirigida per Paul Schrader, amb George C. Scott. Aquesta pel·lícula ha estat doblada al català.

## Argument
Jake Van Dorn (George C. Scott) és un pròsper empresari local en Grand Rapids (Michigan) que té fortes conviccions calvinistes. Pare solter, Van Dorn és el pare d'una noia adolescent, Kristen, pel que sembla silenciosa, conservadora, que inexplicablement desapareix quan se'n va a un viatge patrocinat per l'església a Califòrnia. És contractat un estrany investigador privat, Andy Mast (Peter Boyle) de Los Angeles, i finalment apareixent una pel·lícula de 8 mm de la seva filla amb dos homes joves.
Finalment, Van Dorn s'assabenta que la seva filla s'ha escapat per unir-se al submón porno de Califòrnia i és forçat a una odissea a través d'aquest "adult" underground.

## Repartiment
- George C. Scott: Jake Van Dorn
- Peter Boyle: Andy Mast
- Season Hubley: Nikki
- Dick Sargent: Wes DeJong
- Leonard Gaines: Bill Ramada
- Dave Nichols: Kurt
- Larry Block: L'inspector Burrows
- Gary Graham: Tod
- Ilah Davis: Kristen VanDorn
- Paul Marin: Joe VanDorn
- Karen Kruer: Marsha DeJong
- James Helder: John VanDorn
- Bobby Kosser: el director de la pel·lícula
- Tracey Walter: el caixer del Sex Shop
- Adam West - Oliver